# Non c'è che lui/La voce del silenzio
Non c'è che lui/La voce del silenzio è il secondo singolo in formato "Mini 10" di Mina, pubblicato nell'ottobre del 1970 dall'etichetta privata dell'artista PDU.

## Descrizione
Segue un altro supporto "Mini 10" pubblicato dalla cantante nello stesso periodo, ma questa volta la velocità di riproduzione è 33 giri.
Come il precedente è erroneamente catalogato nella sezione album sul sito ufficiale dell'artista, quando per dimensioni e contenuti si tratta di un singolo.
Arrangiamento, direzione e orchestra: Augusto Martelli.

## Non c'è che lui
Continua la consuetudine di Mina di reinterpretare canzoni presentate al Festival di Sanremo dell'anno precedente, soprattutto brani di autori come Carlo Alberto Rossi e sua moglie Marisa Terzi, che incontrano le preferenze della cantante. Era già capitato nel 1968 con Che vale per me e altre volte in passato.
Inserita nell'album ...bugiardo più che mai... più incosciente che mai..., fa parte anche dell'antologia su CD Mina Sanremo, pubblicata nel 1998.
La canzone, presentata per la prima volta al Festival di Sanremo 1969 dalla coppia di esordienti alla manifestazione Armando Savini e Sonia Natali, non fu ammessa alla fase finale e neppure in seguito ebbe riscontri di vendite da classifica.

## La voce del silenzio
Cover di grande successo dell'originale presentato al Festival di Sanremo 1968 da Tony Del Monaco e Dionne Warwick e 14º classificato.
Pubblicazione su "Mini 10" della versione registrata in studio da Mina due anni prima e inserita ufficialmente nell'album Canzonissima '68, comparsa in seguito soltanto nella rara raccolta Stasera...Mina del 1969 (solo su MC e Stereo8) e sul CD Mina Sanremo del 1998.
Una registrazione del brano in presa diretta per la puntata di Canzonissima del 16 novembre 1968 è disponibile sul DVD Gli anni Rai 1967-1968 Vol. 5, inserito in un cofanetto monografico di 10 volumi pubblicato da Rai Trade e GSU nel 2008, e limitatamente alla traccia audio, sul CD dell'antologia I miei preferiti (Gli anni Rai) (2014).
Mina aveva inoltre presentato dal vivo la canzone in occasione del concerto alLa Bussola in Versilia per festeggiare i 10 anni di carriera; versione presente nell'album Mina alla Bussola dal vivo, pubblicato a maggio del 1968.

## Tracce
Lato A
1. Non c'è che lui – 3:36 (testo: Marisa Terzi – musica: Carlo Alberto Rossi; edizioni musicali California) – 1969

Lato B
1. La voce del silenzio – 3:23 (testo: Mogol, Paolo Limiti – musica: Elio Isola; edizioni musicali A.C.E. / Picchio Rosso) – 1968